# The Wicked City (film, 1992)
Pour plus de détails, voir Fiche technique et Distribution.
The Wicked City (妖獸都市, Yao shou du shi) est un film fantastique hongkongais réalisé par Peter Mak (en) et co-écrit et produit par Tsui Hark, sorti en 1992 à Hong Kong. C'est l'adaptation de l'anime japonais du même nom, lui-même inspiré du roman de Hideyuki Kikuchi (en).
Bien que Tsui Hark ne soit pas réalisateur, l'actrice Michelle Reis déclare qu'il a en réalité dirigé plusieurs scènes en personne. Le film raconte l'histoire de conflits et de relations entre des démons et des humains dans le Hong Kong des années 1990. C'est l'une des productions de Tsui Hark les plus populaires en Occident, et elle est souvent projetée dans certains festivals.
Il totalise 10 778 465 US$ de recettes au box-office.

## Synopsis
Taki (Leon Lai) est un chasseur qui traque les démons pour les éliminer. Il est aidé dans sa tâche par Ken (Jacky Cheung), issu de l’union entre un homme et un démon. De retour à Hong Kong après une mission à Tokyo, Taki doit enquêter sur une nouvelle drogue appelée « Happiness ». Son enquête va l’amener à retrouver une vieille connaissance, un démon dont il était jadis tombé amoureux, Gaye (Michelle Reis).

## Fiche technique
- Titre original : 明月照尖東
- Titre international : The Wicked City
- Réalisation : Peter Mak (en)
- Scénario : Lam Kee-to et Lam Chiu-wing
- Direction artistique : Eddie Ma
- Costumes : Chris Wong
- Photographie : Chan Kwong-hung et Andrew Lau
- Montage : Marco Mak
- Musique : Kiyoko Ogino et Richard Yuen
- Production : Raymond lee, Marco Mak et Tsui Hark
- Société de production : Film Workshop
- Pays d'origine :  Hong Kong
- Langue originale : cantonais
- Format : couleur
- Genre : fantastique
- Durée : 96 minutes
- Dates de sortie :
  - Hong Kong : 20 novembre 1992
  - Japon : 21 août 1993

## Distribution
- Jacky Cheung : Ken
- Leon Lai : Taki
- Michelle Reis : Gaye
- Tatsuya Nakadai : Daishu
- Roy Cheung : Shudo
- Carman Lee (en) : Loh/Shira/Orchid
- Yuen Woo-ping : Kayama, le chef de la police